# Denise Imoudu
Denise Imoudu (ur. 14 grudnia 1994 w Schwedt/Oder) – niemiecka siatkarka pochodzenia nigeryjskiego, reprezentantka kraju, grająca na pozycji rozgrywającej.
Po ukończonym sezonie 2021/2022 postanowiła zakończyć siatkarską karierę.

## Sukcesy klubowe
Mistrzostwo Niemiec:
- 2015

Superpuchar Niemiec:
- 2020

Puchar Niemiec:
- 2021